# ABU (однострій)
ABU (англ. ABU/Airman Battle Uniform, дослівно — Бойовий однострій льотчика) — камуфляжна уніформа США, яку у 2007—2021 роках носили військовослужбовці ВПС США, Космічних сил США та деякі цивільні співробітники Міністерства ВПС США. 1 листопада 2011 року, після чотирирічного періоду поступового впровадження, вона повністю замінила в цих підрозділах старі армійські однострої BDU та DCU.
14 травня 2018 року ВПС США оголосили, що всі льотчики перейдуть з їх уніформи ABU на новий, спільний для всіх Збройних сил США однострій ACU з камуфляжем OCP. Перехід почався з 1 жовтня 2018 року і до 1 квітня 2021 року однострої ABU були повністю зняті з використання. Але й після цього терміну однострої ABU носить цивільний повітряний патруль США.

## Історія
Однострої ABU ВПС США стали в певному сенсі унікальним експериментом, оскільки до та після них персонал ВПС використовував загальну для всіх Збройних сил США уніформу — однострої BDU та DCU до 2007 року та однострій ACU з камуфляжем OCP після 2018 року.

#### 2003—2006: Прототипи та випробування

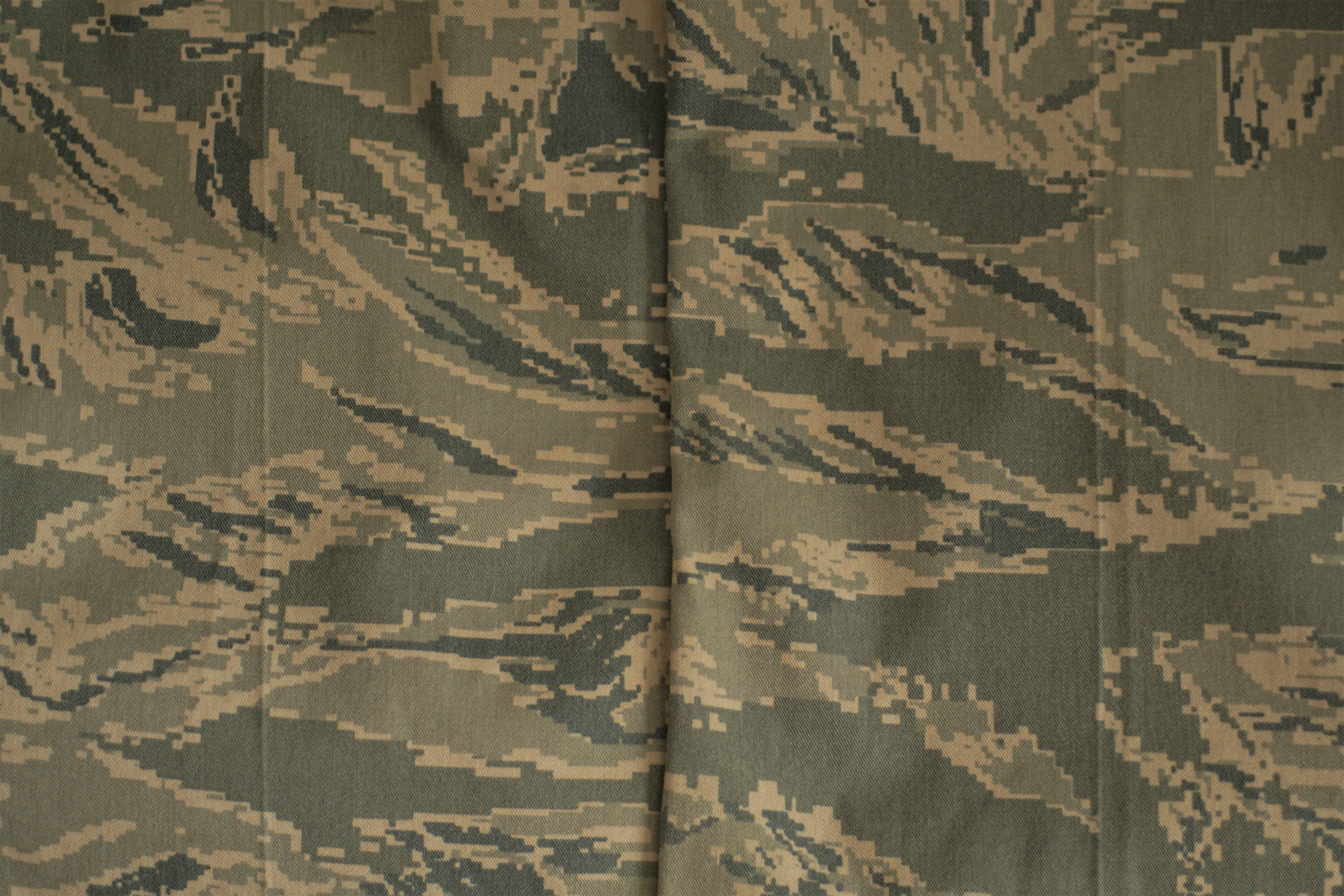
Цифрова версія камуфляжа Tigerstripe, що використовувалась на одностроях ABU

Перший прототип ABU був представлений влітку 2003 року і складався зі штанів, сорочки та куртки. Камуфляжем була запропонована синьо-сіра версія візерунка Tigerstripe, заснована на камуфляжі часів війни у В'єтнамі 1960-х років XX століття.
Після кількох місяців випробувань, офіційні особи ВПС зібрали відгуки від льотчиків, в результаті яких візерунок та колірна схема камуфляжу були переглянуті. Було розроблено нову, піксельну версією візерунка Tigerstripe, а домінуючі сині відтінки були замінені на більш приглушену палітру, подібну до загальноармійського камуфляжу UCP, хоча й з деяким додаванням блакитних тонів. Крій одностроїв ABU був подібний до крою старої уніформи BDU, а не на новий однострій армії США ACU. Тканина одностроїв складалась з нейлону та бавовни в співвідношенні 50/50, щоб зменшити потребу в специфічній літній/зимовій формі.

#### 2007: Початок видачі ABU

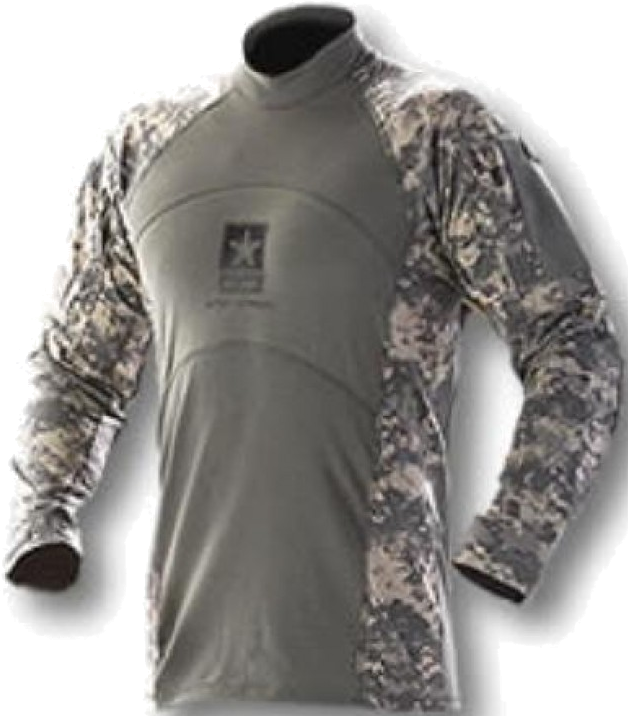
Армійська бойова сорочка (ACS), від якої походить бойова сорочка авіатора ABS (Airman Battle Shirt)

2 жовтня 2007 року ВПС США почали видавати ABU слухачам базової військової підготовки на авіабазі Лекланд, 26 червня 2008 року його видали випускникам 2012 року в Академії ВПС Сполучених Штатів, після чого він став доступними для всіх льотчиків. З 2008 року його видають льотчикам, які дислокуються в районах відповідальності Центральне Командування Збройних сил США на Близькому Сході.

#### 2009: Представлена бойова сорочка льотчика

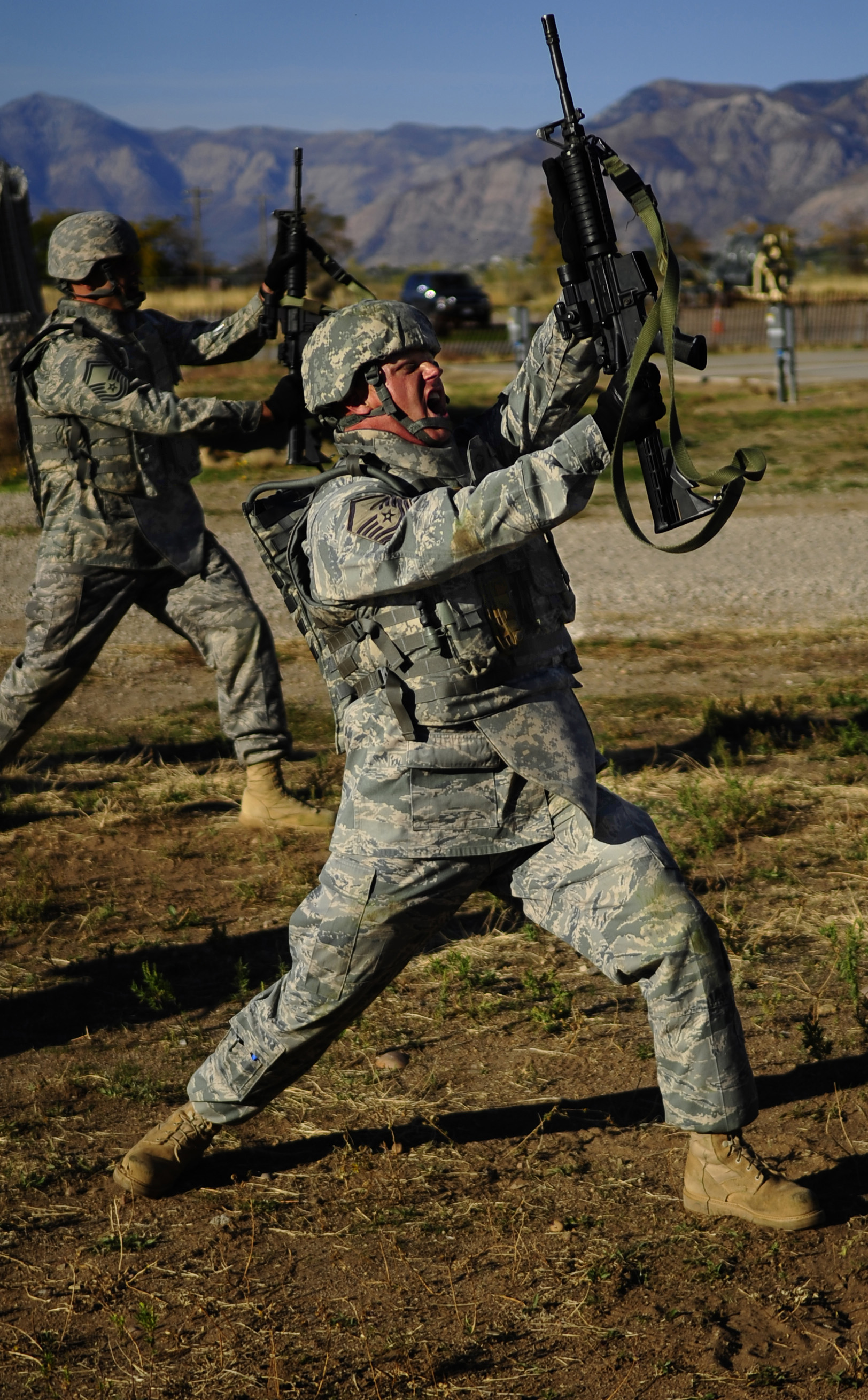
Американські льотчики у 2010 році в одностроях ABU

Починаючи з 2009 року, співробітники ВПС США, які виконували наземні бойові обов'язки, наприклад сили безпеки, отримали нову бойову сорочку ABS (Airman Battle Shirt). ABS базувався на армійській бойовій сорочці (ACS). Як і ACS, ABS — це окрема сорочка, розроблена спеціально для використання з бронежилетом Improved Outer Tactical Vest у теплу та жарку погоду. Сорочка призначена для значного підвищення комфорту користувача завдяки використанню легких, вологопоглинаючих і дихаючих тканин. На рукавах сорочки ABS використовується камуфляж Tigerstripe .

### 2010-ті роки
У 2010 році військовим ВПС США, що були розгорнуті в Афганістані було дозволена замінити однострої ABU з камуфляжем Tigerstripe на ACU з камуфляжем комерційної компанії MultiCam, що отримав неофіційну назву "Operation Enduring Freedom Pattern" і краще відповідав вимогам різноманітних ландшафтів Афганістану.
У червні 2011 року The Air Force Times опублікувала оголошення про нову легку літню сорочку ABU, яка буде доступна у 2012 році. Покращена бойова уніформа льотчика виготовлялась із суміші нейлону та бавовни 50/50 і складалась з того самого матеріалу, який використовувався армією для ACU. Як і ABU, IABU можна було прати в пральній машині без подальшого прасування, оскільки вона була стійка до зминання. Начальник штабу ВПС ген. Нортон А. Шварц схвалив куртку та штани IABU, які спочатку стали доступні слухачам базової військової підготовки.
Однострої ABU офіційно повністю замінили в ВПС США старі однострої BDU і DCU 1 жовтня 2011 року, хоча на той момент більшість льотчиків носили ABU вже кілька років.

#### 2016: Цивільний повітряний патруль

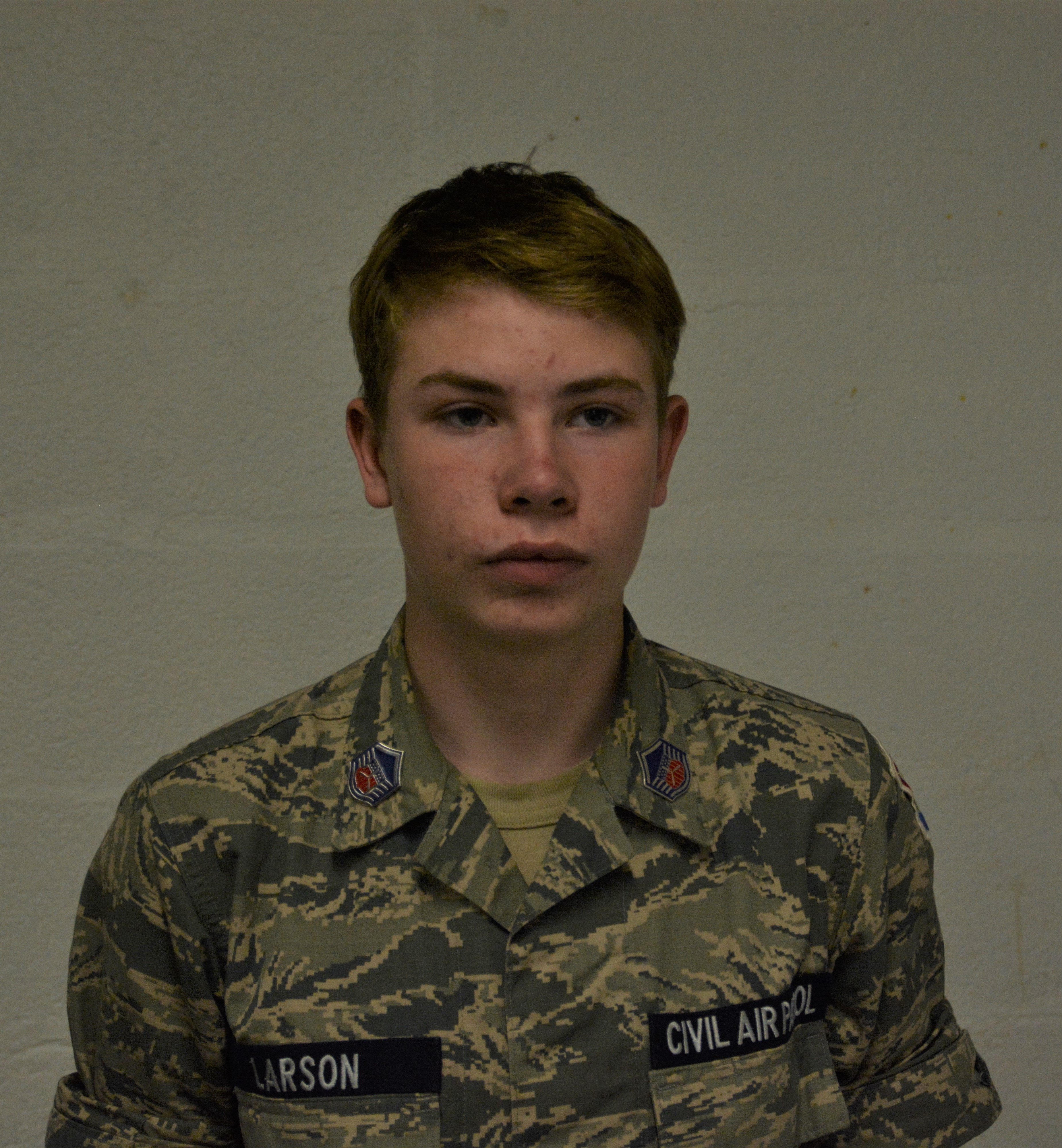
Курсант цивільного повітряного патруля в бойовій формі льотчика (ABU)

Цивільний допоміжний підрозділ ВПС, Цивільний повітряний патруль, наприкінці 2015 року перевірив ABU на знос, а в травні 2016 року командування Цивільного повітряного патруля видало меморандум, який дозволяє носити ABU з 15 червня 2016 року. При цьому на своїх одностроях ABU повітряний патруль використовує стрічки темно-сині стрічки з прізвищем та родом військ, нанесених світло-сріблястими літерами, а також чорні черевики, що відрізняє, що відрізняє персонал CAP від інших співробітників ВПС .

#### 2018: Заміна
З 1 жовтня 2018 року всім льотчикам замість ABU почали видавати однострої ACU з новим камуфляжем OCP. Новобранцям базової підготовки та курсантам Корпусу підготовки офіцерів запасу ВПС і Школи підготовки офіцерів почали видавати камуфляж OCP 1 жовтня 2019 року. Перехід з ABU на нові однострої завершився 1 квітня 2021 року, після чого ABU було знято з озброєння ВПС та більше не дозволялось використовувати.

### 2020-ті роки

#### 2022: Використання Україною
Під час російського вторгнення в Україну у 2022 році, певна кількість військовослужбовців Збройних сил України була помічена і сфотографована в одностроях ABU з камуфляжем Tigerstripe.

## Особливості та компоненти

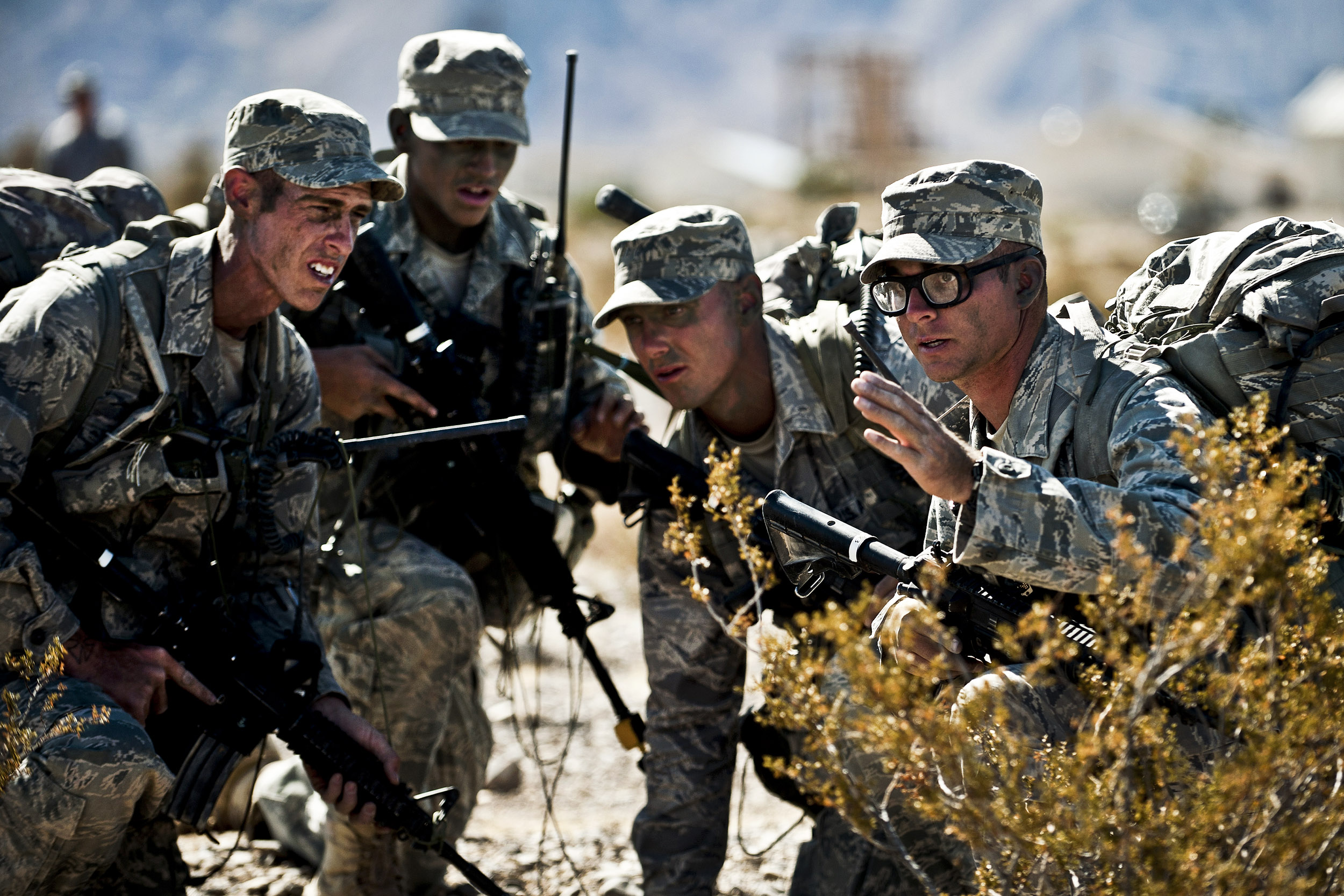
Американські льотчики під час навчань у 2011 році

Бойова уніформа льотчика за колірною гамою схожа на американський універсальний камуфляж UCP, що використовувався рештою армії США із включенням до нього шиферно-блакитного кольору, але в іншому майже ідентична крою старих одностроїв BDU. ABU слід було носити з військовими черевиками пісочного кольору. ABU мала захист від спостереження в NIR (ближньому інфрачервоному діапазоні) і рукави, які було дозволено закатати.
Комплекти одностроїв ABU складались з наступних елементів:
- Головні убори
  - Кепка патрульна.
  - Панама Boonie (доступна в місцях бойового розгортання).
  - Організаційні кепки — дозволені для персоналу RED HORSE та Combat Arms Training and Maintenance.
  - Берети — дозволені радникам з питань спеціальної війни, сил безпеки та бойової авіації.
  - Кепка шавлієво-зеленого або чорного кольору, що використовувалась з верхнім одягом для холодного клімату.
- Пісочна футболка
- Куртка
  - Усі знаки розрізнення, включно з професійними значками, вишиті темно-блакитною ниткою з міським сірим фоном, за винятком знаків розрізнення для 2-го лейтенанта та майора, які містять коричневу нитку.
  - Іменні та службові стрічки вишиті темно-синьою ниткою на стрічках з фоновим камуфляжем ABU.
  - Дозволено капеланські, аеронавігаційні, космічні, кібернетичні, ракетні, професійні нагрудні знаки, службові щити, нагрудні знаки командира та шкільні нашивки зброї.
- Верхній одяг, такий як парка APECS і зелений фліс шавлії, дозволений для ABU
- Пояс «такелажник» пісочного кольору
- Брюки
- Бойові черевики пісочного кольору
  - Зелені шкарпетки DLA.

Рюкзаки та інші аксесуари дозволялись або з камуфляжем ABU, або мали бути шавлієвого або чорного кольору.

## Користувачі

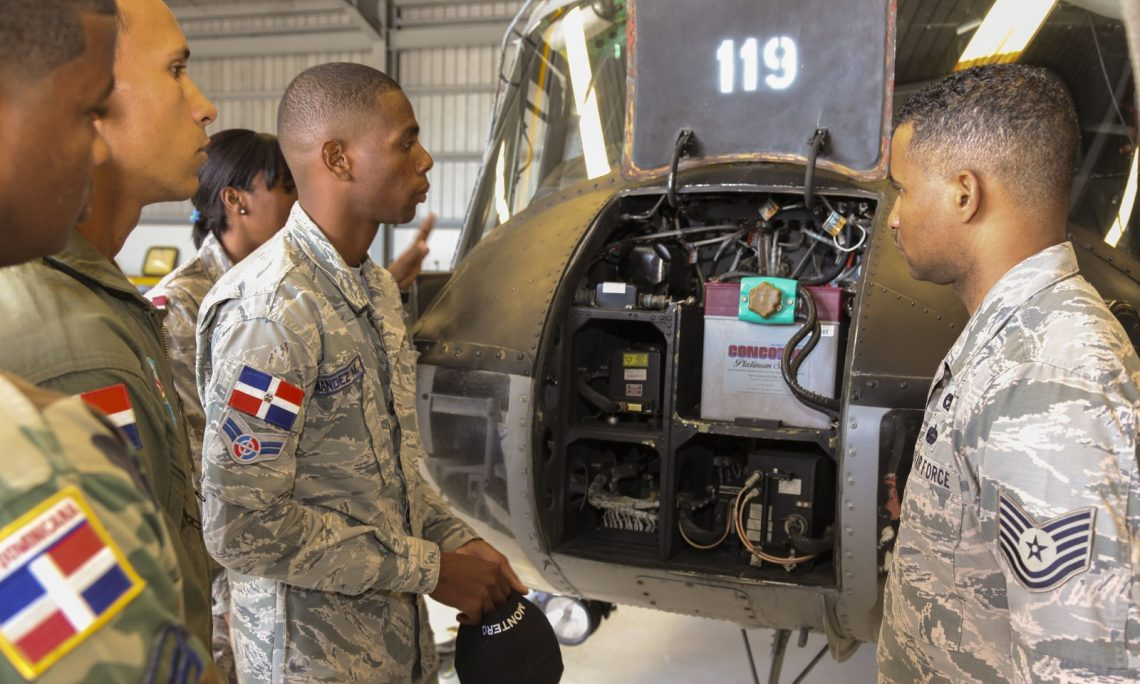
Американський льотчик і домініканські льотчики перед розібраним гелікоптером

- Домініканська Республіка: використовується домініканськими ВПС[16].
- Єгипет: використовується єгипетськими ВПС та протиповітряною обороною.
- США:
  -  Повітряні сили США: стандартна камуфляжна форма з 2007 по 2021 роки. Станом на 2021 рік її все ще дозволено носити членам Цивільного повітряного патруля, офіційного цивільного допоміжного підрозділу ВПС США[17][18].
  - Космічні сили США: використовували у 2019—2021 роках[1].

- Україна: в обмеженому використанні[19]

### Актуальна уніформа США
- ACU (Army Combat Uniform)
- MCCUU (Marine Corps Combat Utility Uniform) — уніформа Корпусу морської піхоти США
- ECWCS (Extended Cold Weather Clothing System) — багатошаровий високотехнологічний військовий однострій, призначений для використання в умовах холодної та екстремально холодної погоди
- Уніформа військово-морського флоту
- Оперативна уніформа (берегова охорона США)

### Колишня уніформа США
- DNC (Desert Night Camouflage)
- DCU (Desert Combat Uniform)
- DBDU (Desert Battle Dress Uniform)
- BDU (Battle Dress Uniform)
- M-65 (field jacket)
- OG-107 (Olive Green 107)

## Виноски
1. ↑  Формально; обмежене тестування прототипу з 2006 по 2007 рр. Використовувалося разом із бойовою уніформою (BDU) до 2011 р. Знято з виробництва у 2021 р.